# Merriam Woods
Merriam Woods es una villa ubicada en el condado de Taney en el estado estadounidense de Misuri. En el Censo de 2010 tenía una población de 1761 habitantes y una densidad poblacional de 426,02 personas por km².

## Geografía
Merriam Woods se encuentra ubicada en las coordenadas 36°43′13″N 93°10′29″O / 36.72028, -93.17472. Según la Oficina del Censo de los Estados Unidos, Merriam Woods tiene una superficie total de 4.13 km², de la cual 4.13 km² corresponden a tierra firme y (0%) 0 km² es agua.

## Demografía
Según el censo de 2010, había 1761 personas residiendo en Merriam Woods. La densidad de población era de 426,02 hab./km². De los 1761 habitantes, Merriam Woods estaba compuesto por el 94.09% blancos, el 0.28% eran afroamericanos, el 1.19% eran amerindios, el 0.11% eran asiáticos, el 0% eran isleños del Pacífico, el 1.08% eran de otras razas y el 3.24% pertenecían a dos o más razas. Del total de la población el 3.35% eran hispanos o latinos de cualquier raza.